# Giulio Rinaldi
Giulio Rinaldi (Anzio, 13 febbraio 1935 – Anzio, 16 luglio 2011) è stato un pugile e attore italiano, ha partecipato ai Giochi olimpici di Melbourne 1956 e, tra i professionisti, campione italiano (1960-1962 e 1970) ed europeo (1962-1966) dei pesi mediomassimi e sfidante al titolo mondiale detenuto dallo statunitense Archie Moore, a spese del quale può vantare una vittoria, senza titolo in palio.

## Biografia

### Carriera da dilettante
Giulio Rinaldi si avvicinò all'attività pugilistica nel 1954, alternandola a quella di pescatore e di scaricatore di casse di pesce nel porto di Anzio.
Conquistò la medaglia d'argento ai campionati italiani del 1956, tra i pesi medi. Rappresentò l'Italia alle Olimpiadi di Melbourne, nella stessa categoria (+75 kg.), vincendo ai punti al primo turno con il danese Christian Jens Andersen. Ai quarti di finale, non riuscendo a rientrare nel peso, fu costretto al forfait contro il sovietico Gennadij Šatkov, che poi vincerà la medaglia d'oro.

### Carriera da professionista
Passò al professionismo nella scuderia del manager romano Gigi Proietti. Ormai mediomassimo a tutti gli effetti, esordì vittoriosamente il 23 marzo 1957 contro Giuliano Bianchi.
Conquistò il titolo italiano della categoria l'8 marzo 1960 battendo al Palazzetto dello Sport di Roma Santo Amonti. Il bresciano andò subito al tappeto al primo round, battendo la testa. Si rialzò al conteggio di sei ma fu ancora atterrato nel finale di ripresa, per essere salvato dal gong. Il Ko definitivo si ebbe a 2'30” dall'inizio del secondo round.
Il 29 ottobre 1960, al Palazzo dello Sport di Roma, Rinaldi incontrò uno più grandi mediomassimi di tutti i tempi, Archie Moore campione mondiale in carica, in un match non valido per il titolo. Entrambi i pugili salirono sul ring con un peso superiore al limite della categoria mediomassimi (kg. 86,300 per Moore; 82,300 per Rinaldi). Inaspettatamente ma meritatamente, Rinaldi vinse ai punti in 10 round. Inflisse a Moore perfino un conteggio in piedi sino all'otto, nell'ultimo round.

Rinaldi mette alle corde Archie Moore nel primo match, a Roma, il 29 ottobre 1960

Otto mesi più tardi il pugile di Anzio ottenne la chance per il titolo mondiale dei mediomassimi contro lo stesso Moore. Lo statunitense, in possesso di uno status che oggi si direbbe "lineare", era però riconosciuto Campione del mondo soltanto dalla Commissione Atletica dello Stato di New York e non dall'ABA, essendo passati quasi due anni dalla sua ultima difesa del titolo. Il 10 giugno 1961, al Madison Square Garden di New York, Rinaldi non seguì i consigli del suo manager Proietti e attaccò a testa bassa contro il quarantaquattrenne (o quarantaseienne) campione. Moore, dall'alto della sua immensa esperienza, ebbe buon gioco a colpirlo d'incontro e seppe infliggergli una severissima sconfitta ai punti: otto le riprese di vantaggio, secondo l'arbitro Ruby Goldstein; sette secondo un giudice e quattro secondo l'altro.
L'anziate fu comunque designato per l'assegnazione del titolo europeo dei mediomassimi, lasciato vacante dal tedesco Erich Schöppner. Il 28 settembre 1962, al Palazzo dello Sport di Roma, salì sul trono continentale battendo ai punti lo scozzese Chic Calderwood. Il britannico, che si fregiava del titolo di Campione del Commonwealth, poteva vantare un allungo superiore. Al primo round, Rinaldi finisce a terra con un ginocchio per un secco gancio sinistro dell'avversario. Poi iniziò la sua opera di demolizione dalla corta distanza, pur subendo una ferita al sopracciglio sinistro nel quinto round. Al 15º round tutto il pubblico era in piedi a incitare il suo beniamino per poi accogliere con un urlo incredibile la lettura del verdetto favorevole all'italiano.
Il 14 dicembre dello stesso anno costrinse al pari il trentaquattrenne Bobo Olson ex campione mondiale dei pesi medi che, in passato, aveva anch'egli sfidato Moore, per la corona mondiale dei mediomassimi.
Rinaldi mantenne poi il titolo europeo battendo allo Stadio Flaminio di Roma l'ex detentore Erich Schöppner. Il tedesco capì subito di essere inferiore e cominciò a esibire il suo repertorio di scorrettezze. Rinaldi stavolta non abboccò alla bagarre, continuando a perseguire la sua solita azione demolitoria per quasi tutto il match. Il verdetto ai punti in quindici riprese fu incontestabile..
Il 4 aprile 1964 a Dortmund Rinaldi perse discutibilmente il titolo contro il tedesco Gustav Scholz per squalifica alla nona ripresa. Scholz non si era rialzato dallo sgabello all'inizio del nono round asserendo che, nella seconda ripresa, era stato colpito ai reni dal suo avversario. L'arbitro, anziché assegnare la vittoria a Rinaldi per abbandono, lo squalificò. Dopo il match, Scholz annunciò il suo ritiro dalla boxe.
Rinaldi poté quindi riconquistare il titolo europeo, resosi vacante, l'8 luglio 1965, a Roma, battendo Klaus Peter Gumpert, per Kot al tredicesimo round. Lo perse definitivamente l'11 marzo 1966, sconfitto ai punti dal più tattico Piero Del Papa. Di fronte al pubblico del Palasport, tutto a favore del detentore, Del Papa riuscì a imbrigliare l'anziate, costringendolo alla corta distanza, che gli era più congegnale.
Il 2 settembre dello stesso anno, Rinaldi pareggiò a Berlino con il temibile Jürgen Blin e il 2 dicembre, a Roma, subì un verdetto di no contest con Giulio Saraudi.
Successivamente l'anziate accettò fruttuosi ingaggi all'estero ma con risultati decisamente deludenti. Perse ai punti a Sydney contro lo scarso Bob Dunlop, poi salì cinque volte sui ring tedeschi, tradizionalmente ostici per gli italiani. Ottenne una vittoria ai punti e due sconfitte per KOT contro Wilhelm von Homburg e altre due sconfitte ai punti, rispettivamente da Jürgen Blin e Horst Benedens.
Tornato in Italia iguadagnò il titolo nazionale, battendo ad Anzio per squalifica Gianfranco Macchia, il 22 agosto 1970. Lo perse però nuovamente due mesi dopo, alla prima difesa, contro il ventiquattrenne ed ancora imbattuto Domenico Adinolfi. 
L'anziate era salito sul ring ormai demotivato, data l'età e la durezza della carriera vissuta. Tutto il contrario del giovane avversario che, dopo quattro riprese era già nettamente in vantaggio ai punti. Al quinto round, Adinolfi mise l'avversario in ginocchio e questi assistette al conteggio incapace di rialzarsi forse più mentalmente che per motivi tecnici. Il match, vissuto come una guerra tra paesi rivali (la Ceccano di Adinolfi contro l'Anzio di Rinaldi) ebbe un epilogo di insinuazioni relative a presunti "aiuti chimici" utilizzati dal vincitore. Vi fu anche un'inchiesta della FIP che non portò a nessun risultato. In ogni caso, dopo questa sconfitta per KO Rinaldi, ormai trentacinquenne, appese i guantoni al chiodo.

### Carriera cinematografica
Dopo il ritiro, Rinaldi aprì una pescheria ad Anzio ma la sua personalità e presenza fisica venne notata anche nell'ambito cinematografico. A tal proposito partecipò alla realizzazione di alcuni film in veste di attore caratterista. Tra le altre, nel film I due assi del guantone, interpretò la parte dell'avversario di Franco Franchi.
È morto nel 2011 all'età di 76 anni

## Riferimenti nella cultura di massa
- Con la realizzazione delle opere per le Olimpiadi del 1960 il pugilato, anche a Roma, divenne un fenomeno di massa. Rinaldi, grazie alla sua straripante personalità diventò l'idolo del pubblico della Capitale, ancor prima del passaggio al professionismo dei medagliati olimpici Franco De Piccoli e Nino Benvenuti. Il 4 giugno 1960 combatté nel match inaugurale del nuovo Palazzo dello Sport di fronte a una folla record di 15.255 spettatori. Per l'occasione, si sbarazzò del francese Germinal Ballarin, ai punti in dodici riprese[19].
- Così come per gli incontri di Duilio Loi nel milanese Stadio San Siro, assistere agli incontri di Giulio Rinaldi divenne una questione di status nella Roma della "dolce vita". In occasione del suo primo incontro con Moore, in un Palasport nuovamente strapieno, erano presenti a bordo ring, tra gli altri personaggi del mondo dello spettacolo, Alberto Sordi, Renato Rascel, Raimondo Vianello e Delia Scala[20].
- L'incasso del match "europeo" Rinaldi-Calderwood di L. 46 milioni per 15.100 spettatori paganti costituì il nuovo record in Italia per gli incontri di pugilato al coperto[21]. L'incontro fu anche uno dei primissimi trasmessi in diretta TV dalla RAI, con esclusione della zona di Roma[22].
- Il 9 novembre 2018, ad Anzio, è stata aperta una sottoscrizione popolare per la realizzazione di una statua bronzea in onore del grande pugile[23]. In proposito, esiste anche una pagina facebook dedicata.

## Filmografia
- Maurizio, Peppino e le indossatrici, regia di Filippo Walter Ratti (1961)
- Il marito di Attilia, episodio di I nostri mariti, regia di Dino Risi (1966)
- I due assi del guantone, regia di Mariano Laurenti (1971)
- Luna di miele in tre, regia di Carlo Vanzina (1976)
- Sono fotogenico, regia di Dino Risi (1980) (non accreditato)

## Doppiatori italiani
- Enzo Liberti in I nostri mariti
- Luciano De Ambrosis in I due assi del guantone